# Pronkenburg (Lissewege)
De monumentale hoeve Pronkenburg staat in het Belgische dorp Lissewege, deelgemeente van Brugge.
Pronkenburg heeft een oorspronkelijk 18e-eeuwse kern, maar is nadien grootschalig gerestaureerd. De witgeschilderde gebouwen liggen aaneengesloten rondom een tuin.
Anno 2024 is er in de hoeve een bed & breakfast gevestigd.
Tot eind 19e eeuw lag langs de hoeve de Pronkenburgweg. Door de aanleg van het Boudewijnkanaal is deze weg verdwenen.